# Rivière Tartigou
La rivière Tartigou est un cours d'eau douce de plus de 54,2 km de long coulant dans Saint-Moïse (MRC de La Matapédia) et Baie-des-Sables (MRC de La Matanie), dans la région administrative du Bas-Saint-Laurent, dans la vallée de la Matapédia, dans la péninsule gaspésienne, au Québec, au Canada.
La rivière Tartigou traverse les cantons de Cabot, de MacNider et de Matane. Elle prend sa source dans le lac à Bon-Dieu à Saint-Moïse et se jette sur le littoral sud du fleuve Saint-Laurent à la hauteur de Baie-des-Sables.

## Géographie
La rivière Tartigou prend sa source au lac à Bon-Dieu (longueur : 0,7 m ; altitude : 281 m), situé dans le canton de Cabot, à 6,0 km au sud-est du village de Saint-Moïse dans la municipalité régionale de comté de La Matapédia. L'embouchure de ce lac est situé à 20,1 km au sud-est du littoral sud-est de l'estuaire maritime du Saint-Laurent, à 7,2 km à l'est du centre du village de Sainte-Jeanne-d'Arc (La Mitis) et à 3,5 km au nord-ouest de la limite du canton d'Awantjish.
À partir du lac à Bon-Dieu, la rivière Tartigou coule sur 54,2 km, répartis selon les segments suivants :
Cours supérieur de la rivière Tartigou (segment de 12,4 km)
À partir de sa source, la rivière Tartigou coule sur :
- 0,9 km vers le nord-est dans la municipalité de Saint-Moïse, jusqu'à la route Paradis ;
- 5,4 km vers le nord-est, en serpentant jusqu'à la route 132, qu'elle coupe à 1,3 km à l'ouest du centre du village de Saint-Moïse ;
- 0,6 km vers le nord, jusqu'à la décharge du lac du Quinzième Mille (venant de l'ouest) ; ce point est situé du côté sud-ouest du pont du chemin de Kempt qu'elle coupe à 1,4 km à l'ouest du centre du village de Saint-Moïse ;
- 3,3 km vers le nord-est, jusqu'à route 297 ;
- 1,8 km vers le nord-est, jusqu'à revenir couper la route 297 ;
- 0,4 km vers le nord-ouest en traversant le chemin de fer du Canadien National, jusqu'au côté sud de la rue Saint-Joseph dans la partie sud-ouest du village de Saint-Noël.

Cours intermédiaire de la rivière Tartigou (segment de 16,1 km)
À partir du village de Saint-Noël, la rivière Tartigou coule sur :
- 7,1 km vers l'ouest, en suivant l'axe du chemin de fer, en recueillant les eaux de la décharge du lac Paradis (venant du sud) et les eaux de la décharge du lac Saint-Amand (venant du sud), jusqu'à la confluence d'un ruisseau (venant du sud-ouest) ;
- 2,2 km vers le nord, jusqu'à la décharge du lac Thibault (venant de l'ouest) ;
- 4,1 km vers le nord, en recueillant les eaux de la décharge du lac à Foin, jusqu'à la route du 9e rang de Cabot ;
- 0,8 km vers le nord-est, en recueillant les eaux de la Coulée du Pont-Rouge, jusqu'à la confluence de la décharge du lac à Flit (venant du sud-ouest) ;
- 1,9 km vers le nord-est, jusqu'à la limite du canton de MacNider ;

Cours inférieur de la rivière Tartigou (segment de 25,7 km)
À partir de la limite du canton de Cabot et du canton de MacNider, la rivière Tartigou coule sur :
- 1,9 km vers le nord-est dans le canton de MacNider, en recueillant les eaux de la décharge du lac Bignell (venant du nord), jusqu'au pont couvert de la route MacNider ;
- 4,9 km vers le nord-est, jusqu'à la confluence d'un ruisseau (venant du nord) ;
- 4,4 km vers le nord-est, jusqu'à la confluence d'un ruisseau (venant du sud) ;
- 1,9 km vers le nord-est, jusqu'à la confluence d'un ruisseau (venant du nord-est) ;
- 1,3 km vers le nord-est, jusqu'au pont de la route 297 ;
- 3,5 km vers le nord-est, jusqu'à la confluence d'un ruisseau venant du sud-est ;
- 0,8 km vers le nord-est, jusqu'à la limite du canton de MacNider ;
- 0,7 km vers le nord-est, jusqu'à la limite du canton de Matane ;
- 2,5 km vers le nord-ouest dans le canton de Matane, jusqu'à la limite du canton de MacNider ;
- 0,3 km en formant un boucle vers le sud-ouest dans le canton de MacNider, jusqu'à revenir à la limite du canton de Matane ;
- 3,5 km vers le nord dans le canton de Matane, en formant quelques boucles et en traversant la route 132, jusqu'à sa confluence.

Le cours de la rivière Tartigou se déverse sur une courte grève de la rive sud-est du fleuve Saint-Laurent à la hauteur de la municipalité de Baie-des-Sables, dans le canton de Matane, dans la municipalité régionale de comté (MRC) de La Matanie, dans la région administrative du Bas-Saint-Laurent. Cette confluence est située à 8,9 km au sud-ouest du centre du village de Saint-Ulric et à 8,5 km au nord-est du centre du village de Baie-des-Sables.

## Toponymie
Le nom Tartigou a pour origine le terme micmac tlagatigotj. Le diminutif de Tartigou, tartig, a pour signification rivière de la petite colonie. Dans le passé, on a rencontré les graphies Turtigoo, Tuctigoo, Targiga, Tartigu et Tartigouche pour la rivière. La graphie actuelle est utilisée depuis 1861.